# 오구치촌 (이시카와현)
오구치촌(尾口村)은 이시카와현 남부에 위치하고 있던 마을이다.
2005년 1월 현재 인구가 이시카와현 내에서는 최소, 일본 국내에서는 30번째로 적은 마을이었다.
2005년 2월 1일에 노노이치정을 제외한 이시카와군을 구성하는 정촌 및 맛토시와 합병하여 하쿠산시가 되었다.

## 역사
- 1889년 4월 1일 정촌제 시행과 함께 노미군 오구치촌이 성립하였다.
- 1949년 - 이시카와현 이시카와군 소속구역이 변경되었다.
- 2005년 1월 16일 -  하쿠산시에 합병을 위해 폐촌식이 거행되었다.

## 교통

### 도로
- 국도 157호선
- 국도 360호선